# Liste der Bodendenkmäler in Johanniskirchen
Auf dieser Seite sind die Bodendenkmäler in der niederbayerischen Gemeinde Johanniskirchen zusammengestellt. Diese Tabelle ist eine Teilliste der Liste der Bodendenkmäler in Bayern. Grundlage ist die Bayerische Denkmalliste, die auf Basis des Bayerischen Denkmalschutzgesetzes vom 1. Oktober 1973 erstmals erstellt wurde und seither durch das Bayerische Landesamt für Denkmalpflege geführt wird. Die folgenden Angaben ersetzen nicht die rechtsverbindliche Auskunft der Denkmalschutzbehörde.

## Bodendenkmäler in Johanniskirchen
| Lage       | Objekt | Akten-Nr.     | Bild |
| ---------- | --- | ------------- | ---- |
| (Standort) | Burgstall des späten Mittelalters (Guteneck) mit zugehörigem Wirtschaftshof. | D-2-7443-0035 |      |
| (Standort) | Grabhügel vorgeschichtlicher Zeitstellung. | D-2-7443-0036 |      |
| (Standort) | Grabhügel vorgeschichtlicher Zeitstellung, daraus Funde der mittleren oder jüngeren Bronzezeit. | D-2-7443-0037 |      |
| (Standort) | Grabhügel vorgeschichtlicher Zeitstellung. | D-2-7443-0038 |      |
| (Standort) | Schürfgrubenfeld vor- und frühgeschichtlicher Zeitstellung. | D-2-7443-0039 |      |
| (Standort) | Grabhügel vorgeschichtlicher Zeitstellung, daraus Funde der späten Hallstattzeit. | D-2-7443-0040 |      |
| (Standort) | Grabhügel vorgeschichtlicher Zeitstellung. | D-2-7443-0041 |      |
| (Standort) | Siedlung des Jungneolithikums (Altheimer Kultur) und der Bronzezeit. | D-2-7443-0042 |      |
| (Standort) | Siedlung vor- und frühgeschichtlicher Zeitstellung. | D-2-7443-0044 |      |
| (Standort) | Siedlung oder Schürfgruben vor- und frühgeschichtlicher Zeitstellung. | D-2-7443-0045 |      |
| (Standort) | Grabhügel vorgeschichtlicher Zeitstellung. | D-2-7443-0046 |      |
| (Standort) | Verebneter Burgstall des hohen oder späten Mittelalters. | D-2-7443-0047 |      |
| (Standort) | Verebnete Grabhügel vorgeschichtlicher Zeitstellung. | D-2-7443-0048 |      |
| (Standort) | Verebneter Grabhügel vorgeschichtlicher Zeitstellung oder Kohlenmeiler des Mittelalters oder der frühen Neuzeit. | D-2-7443-0049 |      |
| (Standort) | Untertägige mittelalterliche und frühneuzeitliche Befunde und Funde im Bereich der katholischen Pfarrkirche St. Johann Baptist von Johanniskirchen, darunter wenigstens von zwei mittelalterlichen Vorgängerbauten. | D-2-7443-0087 |      |
| (Standort) | Untertägige mittelalterliche und frühneuzeitliche Befunde und Funde im Bereich der katholischen Pfarrkirche St. Stephan von Emmersdorf, darunter wenigstens ein spätmittelalterlicher Vorgängerbau.                 | D-2-7443-0089 |      |
| (Standort) | Untertägige frühneuzeitliche Befunde und Funde im Bereich der katholischen Filialkirche Mater Dolorosa in Ammersdorf und ihres Vorgängerbaus.                                                                       | D-2-7443-0149 |      |
| (Standort) | Untertägige spätmittelalterliche und frühneuzeitliche Teile der katholischen Filialkirche St. Andreas von Gerbersdorf.                                                                                              | D-2-7443-0150 |      |
| (Standort) | Untertägige spätmittelalterliche und frühneuzeitliche Befunde im Bereich der katholischen Filialkirche Mariä Himmelfahrt in Guteneck.                                                                               | D-2-7443-0151 |      |
| (Standort) | Siedlung des Neolithikums. | D-2-7443-0155 |      |
| (Standort) | Ringwall vor- und frühgeschichtlicher bzw. mittelalterlicher Zeitstellung. | D-2-7443-0167 |      |
| (Standort) | Wall-Graben-Anlage vor- und frühgeschichtlicher oder mittelalterlicher Zeitstellung. | D-2-7443-0170 |      |
| (Standort) | Grabhügel vorgeschichtlicher Zeitstellung. | D-2-7443-0171 |      |
| (Standort) | Burgstall des hohen oder späten Mittelalters. | D-2-7444-0041 |      |
| (Standort) | Grabhügel vorgeschichtlicher Zeitstellung, daraus Funde der späten Hallstattzeit. | D-2-7444-0043 |      |
| (Standort) | Verebnete Grabhügel vorgeschichtlicher Zeitstellung. | D-2-7444-0044 |      |
| (Standort) | Siedlung vor- und frühgeschichtlicher Zeitstellung. | D-2-7444-0045 |      |
| (Standort) | Siedlung vor- und frühgeschichtlicher Zeitstellung. | D-2-7444-0046 |      |
| (Standort) | Siedlung des Neolithikums. | D-2-7444-0077 |      |
| (Standort) | Siedlung des Neolithikums, u. a. der Linearbandkeramik. | D-2-7444-0078 |      |
| (Standort) | Siedlung des Altneolithikums (Linearbandkeramik), des Mittelneolithikums (Stichbandkeramik, Südostbayerisches Mittelneolithikum) und des Jungneolithikums.                                                          | D-2-7444-0079 |      |
| (Standort) | Siedlung des Altneolithikums (Linearbandkeramik) und des Mittelneolithikums (Gruppe Oberlauterbach). | D-2-7444-0080 |      |